# 喀山 (清朝)
喀山（16世纪？—1655年），又作哈山，清朝初年将领，纳喇氏，世居苏完。

## 生平
喀山是定居叶赫部统治的苏完地方的纳喇氏，并非叶赫国主的叶赫那拉家族。当叶赫部未灭时，喀山带领全家归附努尔哈赤，隶属于满洲镶蓝旗，授牛录额真。多次跟随攻打明朝，攻克辽阳、沈阳有功，授予游击世职。天命九年（1624年），明朝总兵毛文龙派兵百人劫额驸康果礼的庄子，喀山率所部抵御，斩杀二裨将，歼灭其众。天聪六年（1632年），参与攻打察哈尔部，与劳萨、吴拜率精锐前驱。林丹汗逃走。天聪八年（1634年），进升为三等梅勒章京。因眼睛失明，辞去牛录。顺治初年，进升为二等昂邦章京。不久改为二等精奇尼哈番。顺治十二年（1655年），去世，谥号敏壮。。

## 后代
- 子：纳海，二等伯
- 子：纳秦，二等伯
  - 孙：穆尔泰，二等伯[3]
    - 曾孙：奇山，一等男
      - 玄孙：喀宁阿（喀英阿），一等男
        - 六世孙：查郎阿（扎郎阿），一等男
          - 七世孙：景文，一等男
            - 八世孙：惠隆，一等男
              - 九世孙：普祥，一等男
                - 十世孙：德垣
                  - 十一世孙：恩广，一等男[4]

        - 六世孙：吉朗阿，刑部员外郎
          - 七世孙：景瑞，刑部河南司郎中
            - 八世孙：惠徵，山西归绥道道员
              - 九世孙：照祥
              - 九世孙：桂祥
                - 十世孙女：隆裕太后

              - 九世孙：福祥
              - 九世孙女：慈禧太后
                - 十世外孙：同治帝

              - 九世孙女：醇亲王嫡福晉葉赫那拉氏
                - 十世外孙：光绪帝[5]